# Branjo Heisig
Branislav „Branjo“ Heisig (* 3. November 1969 in Košice, Tschechoslowakei; † Herbst 1997 in Bratislava) war ein deutsch-slowakischer Eishockeyspieler (Stürmer), der während seiner Karriere für den HC Košice, SC Memmingen, ES Weißwasser, die Kassel Huskies und den EHC Neuwied spielte.

## Karriere
Heisig begann seine Karriere in der Saison 1990/91 bei dem HC Košice in der tschechoslowakischen 1. Liga der Tschechoslowakei, wechselte in der Saison aber nach Deutschland, wo er fast bis zum Saisonende 1993/94 für den SC Memmingen, zunächst in der Oberliga Süd und später in der 2. Liga Süd bzw. der 2. Bundesliga aufs Eis ging. In der Saison 1994/95 spielte er für den ES Weißwasser in der Deutschen Eishockey Liga, für die er bereits in der Vorsaison drei Spiele absolvierte, in denen er zwei Tore schoss. In der Folgesaison unterschrieb er einen Zweijahresvertrag bei dem Ligakonkurrenten Kassel Huskies, ehe er ab der Saison 1996/97 bei dem EHC Neuwied in der 1. Liga Nord spielte. Mit Neuwied wurde Heisig 1996/97 Meister in der 1. Liga und gewann zudem mit dem Verein den DEB-Ligapokal. Nachdem sein Sohn verstorben war, nahm Heisig zur Saison 1997/98 eine Auszeit und hielt sich in der Slowakei beim HC Slovan Bratislava fit. Bei einem Autounfall auf dem Weg vom Training nach Hause verstarb Heisig im Herbst 1997 im Alter von 28 Jahren.

## Erfolge
- Meister der 1. Liga 1996/97
- DEB-Ligapokalsieger 1997